# Stigmata (album)
Stigmata este al doilea album al trupei suedeze Arch Enemy și a fost lansat în 1998, la casa de discuri Century Media pentru Europa și America de Nord, și la Toy's Factory Records pentru Japonia. Față de precedentul Black Earth, pentru înregistrarea Stigmata sunt cooptați Martin Bengtsson la bas și Peter Wildoer la baterie. Acesta din urmă mai făcuse parte și din Armageddon, proiectul solo al lui Christopher Amott.
Albumul Stigmata a adus trupei mai multă popularitate, fiind lansat simultan pe mai multe continente.
Site-ul Sputnikmusic i-a acordat albumului nota 5/5, cu calificativul "Clasic".

## Lista pieselor de pe album
1. "Beast of Man" – 3:36  (Amott/Amott)
2. "Stigmata" – 2:12  (Amott)
3. "Sinister Mephisto" – 5:46  (Amott)
4. "Dark of the Sun" – 7:00  (Amott/Amott)
5. "Let the Killing Begin" – 5:19   (Amott/Amott/Liiva)
6. "Black Earth" – 6:39  (Amott/Liiva)
7. "Hydra" - 0:57  (bonustrack)
8. "Tears of the Dead" – 5:56   (Amott)
9. "Diva Satanica" − 3:43  (bonustrack)
10. "Damnation's Way" − 3:49  (bonustrack)
11. "Vox Stellarum" – 2:08   (Nordstrom)
12. "Bridge of Destiny" – 7:44   (Amott/Amott)

"Hydra", "Diva Satanica" și "Damnation's Way" sunt bonusuri care apar pe edițiile tipărite special pentru Japonia și Coreea de Sud.

## Componența trupei
- Johan Liiva - Voce
- Michael Amott - Chitară
- Christopher Amott - Chitară
- Martin Bengtsson − Chitară bas
- Peter Wildoer − Baterie
- Daniel Erlandsson − Baterie pe "Beast of Man"

## Producția albumului
- Produs de Fredrik Nordström
- Co-produs de Michael Amott
- Aranjament de Fredrik Nordström
- Coperta albumului de Kris Verwimp
- Înregistrare și mixări în octombrie 1997 la Studioul Fredman
- Piesa "Beast of Man" a fost înregistrată în ianuarie 1998 la Studioul Fredman

## Versuri
- Siatec.net Siatec - Versuri Stigmata Arhivat în 30 ianuarie 2009, la Wayback Machine.
- Darklyrics - Versuri Stigmata